# قطعنامه ۷۳۸ شورای امنیت
قطعنامهٔ ۷۳۸ شورای امنیت سازمان ملل متحد که در تاریخ ۲۹ ژانویهٔ ۱۹۹۲ تصویب شد، سندی بین‌المللی دربارهٔ پذیرش اعضای جدید سازمان ملل متحد: تاجیکستان است. این قطعنامه طی نشست ۳۰۴۴اُم تصویب شد.